# 프랜시스 콜리어
프랜시스 콜리어(Frances Callier, 1969년 5월 17일 ~ )는 미국의 배우이다.

## 참여 작품

### 영화
- 그는 당신에게 반하지 않았다 (영화)
- 와인 컨트리

### 텔레비전
- 커브 유어 엔수지애즘
- 프레이저 (시트콤)
- 어코딩 투 짐
- 마이 네임 이즈 얼
- 한나 몬타나
- 드라이브 (드라마)
- 더 클리브랜드 쇼
- 탑 셰프 마스터즈
- 투 브로크 걸스
- 패밀리 가이